# Torneo del Interior B 2001
El Torneo del Interior B de 2001 fue la edición inaugural del segunda nivel del Torneo de interior, torneo organizado por la Unión Argentina de Rugby que reúne a los mejores clubes de todas las uniones provinciales de la Argentina, excluyendo a la Unión de Rugby de Buenos Aires.
La final del torneo se disputó en Montevideo entre Carrasco Polo Club y Universitario de Mar del Plata. El equipo uruguayo se consagró campeón al derrotar 27-23 a los marplatenses, consiguiendo el título de forma invicta.
Previo a su debut en el torneo, la delegación del Club Centro de Cazadores de Misiones sufrió un grave accidente automovilístico en Corrientes cuando se dirigía hacia Santa Fe para enfrentar a CRAI. Si bien no hubo víctimas fatales, varios integrantes de la delegación fueron heridos de gravedad, incluyendo dos jugadores que tuvieron que ser intervenidos quirúrgicamente. La severidad del accidente impidió la participación del equipo durante el resto del torneo.

## Equipos participantes
Participaron de este torneo veinte clubes, provenientes del Torneo Regional del Oeste (cinco equipos), el Torneo Regional del Litoral (cuatro equipos), el Torneo Regional del Noroeste (cuatro equipos), el Torneo de la URMDP (dos equipos), el Torneo Regional del Nordeste (dos equipos), el Torneo Regional del Sur (dos equipos) y el Campeonato Oficial Cordobés (un equipo).
La Universidad Católica de Chile clasificó al torneo tras alcanzar el 4.° puesto en el Torneo Regional del Oeste 2001, pero debido a razones presupuestarias, no pudo participar del torneo. Debido a esto, la UNSJ clasificó gracias al cupo restante.
| Club                           | Vía de clasificación                                         |
| ------------------------------ | ------------------------------------------------------------ |
| Teqüe Rugby Club               | 5.° puesto en el Torneo Regional del Oeste 2001.             |
| Liceo Rugby Club               | 6.° puesto en el Torneo Regional del Oeste 2001.             |
| Peumayén Rugby Club            | 7.° puesto en el Torneo Regional del Oeste 2001.             |
| Neuquén Rugby Club             | 8.° puesto en el Torneo Regional del Oeste 2001.             |
| UNSJ                           |                                                              |
| CRAI                           | 5.° puesto en el Torneo Regional del Litoral 2001.           |
| Universitario de Rosario       | 6.° puesto en el Torneo Regional del Litoral 2001.           |
| Santa Fe Rugby Club            | 7.° puesto en el Torneo Regional del Litoral 2001.           |
| Estudiantes de Paraná          | 8.° puesto en el Torneo Regional del Litoral 2001.           |
| Lince Rugby Club               | 5.° puesto en el Torneo Regional del Noroeste 2001.          |
| Los Tarcos Rugby Club          | 6.° puesto en el Torneo Regional del Noroeste 2001.          |
| Tucumán Lawn Tennis Club       | 7.° puesto en el Torneo Regional del Noroeste 2001.          |
| Bajo Hondo Rugby Club          | Ganador del repechaje del Torneo Regional del Noroeste 2001. |
| Universitario de Mar del Plata | Campeón del Torneo de la URMDP 2001 (compartido).            |
| IPR Sporting Club              | Ganador de repechaje Mar del Plata-Sur.                      |
| Club Centro de Cazadores       | Campeón del Torneo Regional del Nordeste 2001.               |
| Aranduroga Rugby Club          | Campeón del Torneo de la URNE 2001.                          |
| Carrasco Polo Club             | Campeón del Torneo Regional del Sur 2001.                    |
| Argentino de Bahía Blanca      | Subcampeón del Torneo Regional del Sur 2001.                 |
| Córdoba Athletic               | 5.° puesto en el Campeonato Oficial de Córdoba 2001.         |

Por problemas dirigenciales, durante esta temporada los clubes de la Unión de Rugby del Nordeste (URNE) no participaron del Torneo Regional del Nordeste, disputando solamente el torneo de la unión mientras que el regional fue disputado por clubes de Formosa y Misiones. La Unión Argentina de Rugby decidió que uno de los dos cupos, originalmente correspondiente al subcampeón del Regional, fuese otorgado al campeón de la URNE en su lugar.
El título del torneo marplatense fue compartido por tres equipos durante esta temporada, por lo que la clasificación a distintas instancias fue decidida por los criterios locales de desempate. De esta manera, Mar del Plata Club clasificó al Torneo del Interior A, Universitario clasificó al Torneo del Interior B de manera directa e IPR Sporting tuvo que disputar el repechaje para clasificar.

### Distribución geográfica de los equipos
| Jurisdicción              | Cant. |
| ------------------------- | ----- |
| Provincia de Tucumán      | 4     |
| Provincia de Buenos Aires | 3     |
| Provincia de Mendoza      | 3     |
| Provincia de Santa Fe     | 3     |
| Provincia de Córdoba      | 1     |
| Provincia de Corrientes   | 1     |
| Provincia de Entre Ríos   | 1     |
| Provincia de Misiones     | 1     |
| Provincia del Neuquén     | 1     |
| Provincia de San Juan     | 1     |
| Uruguay (Invitado)        | 1     |

| Unión                                                | Cant. |
| ---------------------------------------------------- | ----- |
| Unión de Rugby de Tucumán                            | 4     |
| Unión de Rugby de Cuyo                               | 3     |
| Unión de Rugby de Mar del Plata                      | 2     |
| Unión Santafesina de Rugby                           | 2     |
| Unión Cordobesa de Rugby                             | 1     |
| Unión de Rugby de Misiones                           | 1     |
| Unión de Rugby de Rosario                            | 1     |
| Unión de Rugby del Alto Valle de Río Negro y Neuquén | 1     |
| Unión de Rugby del Nordeste                          | 1     |
| Unión de Rugby del Sur                               | 1     |
| Unión de Rugby del Uruguay                           | 1     |
| Unión Entrerriana de Rugby                           | 1     |
| Unión Sanjuanina de Rugby                            | 1     |

## Formato
Tras la división del Torneo del Interior en el Torneo del Interior A y el Torneo del Interior B, el torneo principal siguió el formato de la Zona A de la temporada anterior (dieciséis equipos divididos en cuatro zonas de cuatro equipos cada una) mientras que este torneo estuvo compuesto por veinte equipos divididos en cuatro zonas de cinco equipos cada una. Al igual que en el Torneo del Interior A 2001, estas zonas se resolvieron bajo el sistema de todos contra todos, pero a diferencia del torneo principal, se disputó a un sola ronda, alternando encuentros de local y de visitante ante cada rival de su grupo. Se mantuvo el sistema de puntos bonus, otorgando 4 puntos por partido ganado, 2 por empatado, 0 por perdido, 1 punto bonus por marcar cuatro tries o más y 1 punto bonus por perder por siete puntos o menos. 
Los ganadores de cada una de las zonas clasificaron a la fase final, en la cual se declaró al campeón, disputándose a eliminación directa y con las localías en todos los partidos decidiéndose por sorteo.  Los cuatro semifinalistas clasificaron al recientemente creado Nacional de Clubes B.

## Repechaje
Se disputó un partido de repechaje entre el tercer clasificado del Torneo Regional Sur y el tercer clasificado del Torneo de Mar del Plata por un lugar en el torneo. El ganador accedió a la Zona 2.
|  | IPR Sporting Club | 20 - 17 | Universitario (BB) |  |  |
|  |                   | Reporte |                    |  |  |

## Fase de grupos

### Zona 1
Previo a la disputa de la primera fecha, el vehículo que transportaba a la delegación de Centro de Cazadores de Misiones sufrió un serio accidente que impidió la participación del equipo en el torneo. La Unión Argentina de Rugby decidió permitir que el equipo pueda seguir compitiendo con refuerzos especiales, pero dar por perdidos sus partidos correspondientes en el programa establecido. Posteriormente, Centro de Cazadores no compitió en ninguno de estos partidos, otorgándose cinco puntos a todos sus rivales.
| Pos. | Equipos               | Partidos | Partidos | Partidos | Tantos | Tantos | Tantos | Pts. |
| Pos. | Equipos               | G        | E        | P        | PF     | PC     | DP     | Pts. |
| ---- | --------------------- | -------- | -------- | -------- | ------ | ------ | ------ | ---- |
| 1.°  | Universitario (MDP)   | 4        | 0        | 0        | 77     | 38     | +39    | 18   |
| 2.°  | CRAI                  | 2        | 1        | 1        | 40     | 47     | -7     | 11   |
| 3.°  | Argentino (BB)        | 2        | 1        | 1        | 55     | 65     | -10    | 11   |
| 4.°  | Estudiantes de Paraná | 1        | 0        | 3        | 52     | 74     | -22    | 7    |
| 5.°  | Centro de Cazadores   | 0        | 0        | 4        | 0      | 0      | +0     | 0    |

|  | Clasifica a fase final |

| 18 de agosto | CRAI | w.o.    | Centro de Cazadores |                                         |                                         |
|              |      | Reporte |                     | Árbitro(s): Alejandro Sánchez (Rosario) | Árbitro(s): Alejandro Sánchez (Rosario) |

| 18 de agosto | Universitario (MDP) | 26 - 14 | Argentino (BB) |                                         |                                         |
|              |                     | Reporte |                | Árbitro(s): Martín Rodríguez (Santa Fe) | Árbitro(s): Martín Rodríguez (Santa Fe) |

| 25 de agosto | Argentino (BB) | 22 - 20 | Estudiantes de Paraná |                                           |                                           |
|              |                | Reporte |                       | Árbitro(s): José Gialongo (Mar del Plata) | Árbitro(s): José Gialongo (Mar del Plata) |

| 25 de agosto | Centro de Cazadores | w.o.    | Universitario (MDP) |  |  |
|              |                     | Reporte |                     |  |  |

| 1 de septiembre | Universitario (MDP) | 15 - 5  | CRAI |                                        |                                        |
|                 |                     | Reporte |      | Árbitro(s): Jorge Cohen (Buenos Aires) | Árbitro(s): Jorge Cohen (Buenos Aires) |

| 1 de septiembre | Estudiantes de Paraná | w.o.    | Centro de Cazadores |  |  |
|                 |                       | Reporte |                     |  |  |

| 8 de septiembre | CRAI | 16 - 13 | Estudiantes de Paraná |                                  |                                  |
|                 |      | Reporte |                       | Árbitro(s): Diego Olalla (Salta) | Árbitro(s): Diego Olalla (Salta) |

| 8 de septiembre | Centro de Cazadores | w.o.    | Argentino (BB) |  |  |
|                 |                     | Reporte |                |  |  |

| 15 de septiembre                                                                                        | Argentino (BB) | 19 - 19 | CRAI |                                          |                                          |
| |                | Reporte |      | Árbitro(s): Walter Simón (Mar del Plata) | Árbitro(s): Walter Simón (Mar del Plata) |
| El árbitro dio por culminado el juego en el minuto 55 tras haber expulsado a tres jugadores por equipo. |                |         |      |                                          |                                          |

| 15 de septiembre | Estudiantes de Paraná | 19 - 36 | Universitario (MDP) |  |  |
|                  |                       | Reporte |                     |  |  |

### Zona 2
| Pos. | Equipos           | Partidos | Partidos | Partidos | Tantos | Tantos | Tantos | Pts. |
| Pos. | Equipos           | G        | E        | P        | PF     | PC     | DP     | Pts. |
| ---- | ----------------- | -------- | -------- | -------- | ------ | ------ | ------ | ---- |
| 1.°  | Teqüe             | 4        | 0        | 0        | 105    | 57     | +48    | 17   |
| 2.°  | UNSJ              | 2        | 0        | 2        | 85     | 80     | +5     | 10   |
| 3.°  | Santa Fe RC       | 1        | 0        | 3        | 105    | 92     | +13    | 9    |
| 4.°  | Bajo Hondo        | 1        | 1        | 2        | 69     | 106    | -37    | 7    |
| 5.°  | IPR Sporting Club | 1        | 1        | 2        | 72     | 101    | -29    | 6    |

|  | Clasifica a fase final |

| 18 de agosto | Santa Fe RC | 15 - 20 | Teqüe |                               |                               |
|              |             | Reporte |       | Árbitro(s): Barrios (Formosa) | Árbitro(s): Barrios (Formosa) |

| 19 de agosto | UNSJ | 20 - 8  | IPR Sporting Club |  |  |
|              |      | Reporte |                   |  |  |

| 25 de agosto | IPR Sporting Club | 24 - 21 | Santa Fe RC |                                       |                                       |
|              |                   | Reporte |             | Árbitro(s): Sergio Lagos (Alto Valle) | Árbitro(s): Sergio Lagos (Alto Valle) |

| 26 de agosto | Teqüe | 24 - 8  | Bajo Hondo |                                      |                                      |
|              |       | Reporte |            | Árbitro(s): Javier Mancuso (Córdoba) | Árbitro(s): Javier Mancuso (Córdoba) |

| 1 de septiembre | Bajo Hondo | 21 - 21 | IPR Sporting Club |  |  |
|                 |            | Reporte |                   |  |  |

| 2 de septiembre | Santa Fe RC | 43 - 15 | UNSJ |                                              |                                              |
|                 |             | Reporte |      | Árbitro(s): Marcelo Trajtemberg (Entre Ríos) | Árbitro(s): Marcelo Trajtemberg (Entre Ríos) |

| 8 de septiembre | IPR Sporting Club | 19 - 39 | Teqüe |  |  |
|                 |                   | Reporte |       |  |  |

| 8 de septiembre | UNSJ | 35 - 7  | Bajo Hondo |  |  |
|                 |      | Reporte |            |  |  |

| 15 de septiembre | Teqüe | 22 - 15 | UNSJ |  |  |
|                  |       | Reporte |      |  |  |

| 15 de septiembre | Bajo Hondo | 33 - 26 | Santa Fe RC |                                       |                                       |
|                  |            | Reporte |             | Árbitro(s): Carlos Molinari (Rosario) | Árbitro(s): Carlos Molinari (Rosario) |

### Zona 3
| Pos. | Equipos             | Partidos | Partidos | Partidos | Tantos | Tantos | Tantos | Pts. |
| Pos. | Equipos             | G        | E        | P        | PF     | PC     | DP     | Pts. |
| ---- | ------------------- | -------- | -------- | -------- | ------ | ------ | ------ | ---- |
| 1.°  | Carrasco Polo       | 4        | 0        | 0        |        |        |        | 19   |
| 2.°  | Universitario (R)   | 2        | 0        | 2        |        |        |        | 11   |
| 3.°  | Los Tarcos          | 2        | 0        | 2        | 100    | 114    | -14    | 11   |
| 4.°  | Tucumán Lawn Tennis | 1        | 0        | 3        | 80     | 94     | -14    | 7    |
| 5.°  | Liceo               | 1        | 0        | 3        | 57     | 103    | -46    | 4    |

|  | Clasifica a fase final |

| 18 de agosto | Los Tarcos | 24 - 13 | Tucumán Lawn Tennis |                              |                              |
|              |            | Reporte |                     | Árbitro(s): Puente (Tucumán) | Árbitro(s): Puente (Tucumán) |

| 19 de agosto | Carrasco Polo | 27 - 10 | Liceo |                                    |                                    |
|              |               | Reporte |       | Árbitro(s): Vigier (Mar del Plata) | Árbitro(s): Vigier (Mar del Plata) |

| 24 de agosto                      | Tucumán Lawn Tennis | 19 - 35 | Carrasco Polo | La Caldera del Parque, San Miguel de Tucumán |                                      |
|                                   |                     | Reporte |               | Árbitro(s): Eduardo Bancalari (Cuyo)         | Árbitro(s): Eduardo Bancalari (Cuyo) |
| Partido adelantado de la fecha 4. |                     |         |               |                                              |                                      |

| 26 de agosto | Universitario (R) | 17 - 20 | Liceo |                                         |                                         |
|              |                   | Reporte |       | Árbitro(s): Néstor Velázques (Nordeste) | Árbitro(s): Néstor Velázques (Nordeste) |

| 26 de agosto | Los Tarcos | 11 - 20 | Carrasco Polo |                                      |                                      |
|              |            | Reporte |               | Árbitro(s): Pedro Curuchet (Córdoba) | Árbitro(s): Pedro Curuchet (Córdoba) |

| 1 de septiembre | Carrasco Polo | G.P. - P.P. | Universitario (R) |  |  |
|                 |               | Reporte     |                   |  |  |

| 1 de septiembre | Liceo | 12 - 28 | Tucumán Lawn Tennis |  |  |
|                 |       | Reporte |                     |  |  |

| 8 de septiembre | Universitario (R) | 66 - 34 | Los Tarcos |  |  |
|                 |                   | Reporte |            |  |  |

| 15 de septiembre | Universitario (R) | 23 - 20 | Tucumán Lawn Tennis |  |  |
|                  |                   | Reporte |                     |  |  |

| 15 de septiembre | Los Tarcos | 31 - 15 | Liceo |  |  |
|                  |            | Reporte |       |  |  |

### Zona 4
| Pos. | Equipos          | Partidos | Partidos | Partidos | Tantos | Tantos | Tantos | Pts. |
| Pos. | Equipos          | G        | E        | P        | PF     | PC     | DP     | Pts. |
| ---- | ---------------- | -------- | -------- | -------- | ------ | ------ | ------ | ---- |
| 1.°  | Lince            | 4        | 0        | 0        | 136    | 75     | +61    | 19   |
| 2.°  | Córdoba Athletic | 2        | 1        | 1        | 140    | 76     | +64    | 13   |
| 3.°  | Aranduroga       | 2        | 1        | 1        | 112    | 92     | +20    | 11   |
| 4.°  | Peumayén         | 1        | 0        | 3        | 61     | 143    | -82    | 5    |
| 5.°  | Neuquén RC       | 0        | 0        | 4        | 54     | 117    | -63    | 3    |

|  | Clasifica a fase final |

| 18 de agosto | Lince | 27 - 22 | Córdoba Athletic |                          |                          |
|              |       | Reporte |                  | Árbitro(s): Ramos (Cuyo) | Árbitro(s): Ramos (Cuyo) |

| 19 de agosto | Peumayén | 16 - 11 | Neuquén RC |                              |                              |
|              |          | Reporte |            | Árbitro(s): Bancalari (Cuyo) | Árbitro(s): Bancalari (Cuyo) |

| 25 de agosto | Neuquén RC | 18 - 24 | Aranduroga |                                      |                                      |
|              |            | Reporte |            | Árbitro(s): Gustavo Pérez (San Juan) | Árbitro(s): Gustavo Pérez (San Juan) |

| 26 de agosto | Córdoba Athletic | 68 - 19 | Peumayén |                                  |                                  |
|              |                  | Reporte |          | Árbitro(s): Osvaldo Lico (Salta) | Árbitro(s): Osvaldo Lico (Salta) |

| 1 de septiembre | Aranduroga | 17 - 17 | Córdoba Athletic |  |  |
|                 |            | Reporte |                  |  |  |

| 1 de septiembre | Peumayén | 14 - 20 | Lince |  |  |
|                 |          | Reporte |       |  |  |

| 8 de septiembre | Lince | 45 - 27 | Aranduroga |  |  |
|                 |       | Reporte |            |  |  |

| 9 de septiembre | Córdoba Athletic | 33 - 13 | Neuquén RC |  |  |
|                 |                  | Reporte |            |  |  |

| 15 de septiembre | Neuquén RC | 12 - 44 | Lince |  |  |
|                  |            | Reporte |       |  |  |

| 15 de septiembre | Aranduroga | 44 - 12 | Peumayén |  |  |
|                  |            | Reporte |          |  |  |

## Fase final
|  | Semifinales         | Semifinales         | Semifinales         |                     |               | Final            | Final            | Final            |  |
|  | 23 de septiembre    | 23 de septiembre    | 23 de septiembre    |                     |               | 29 de septiembre | 29 de septiembre | 29 de septiembre |  |
|  |                     |                     |                     |                     |               |                  |                  |                  |  |
|  |                     |                     |                     |                     |               |                  |                  |                  |  |
|  | Carrasco Polo       | Carrasco Polo       | 26                  |                     |               |                  |                  |                  |  |
|  | Carrasco Polo       | Carrasco Polo       | 26                  |                     |               |                  |                  |                  |  |
|  | Teqüe               | Teqüe               | 20                  |                     |               |                  |                  |                  |  |
|  | Teqüe               | Teqüe               | 20                  |                     | Carrasco Polo | Carrasco Polo    | 27               |                  |  |
|  |                     |                     |                     |                     | Carrasco Polo | Carrasco Polo    | 27               |                  |  |
|  |                     |                     | Universitario (MDP) | Universitario (MDP) | 23            |                  |                  |                  |  |
|  | Universitario (MDP) | Universitario (MDP) | Universitario (MDP) | Universitario (MDP) | 23            | 32               |                  |                  |  |
|  | Universitario (MDP) | Universitario (MDP) |                     |                     |               | 32               |                  |                  |  |
|  | Lince               | Lince               | 15                  |                     |               |                  |                  |                  |  |
|  | Lince               | Lince               | 15                  |                     |               |                  |                  |                  |  |
|  |                     |                     |                     |                     |               |                  |                  |                  |  |

Semifinales
| 23 de septiembre | Universitario (MDP) | 32 - 15 | Lince |                                           |                                           |
|                  |                     | Reporte |       | Árbitro(s): Rodolfo Muller (Buenos Aires) | Árbitro(s): Rodolfo Muller (Buenos Aires) |

| 23 de septiembre | Carrasco Polo | 26 - 20 | Teqüe |                                         |                                         |
|                  |               | Reporte |       | Árbitro(s): Marcelo Domínguez (Córdoba) | Árbitro(s): Marcelo Domínguez (Córdoba) |

Final
| 29 de septiembre | Carrasco Polo | 27 - 23 | Universitario (MDP) |                                      |                                      |
|                  |               | Reporte |                     | Árbitro(s): César Dalla Torre (Cuyo) | Árbitro(s): César Dalla Torre (Cuyo) |

| Bandera de Uruguay    |
| Carrasco Polo Campeón |
| Primer título         |